# シンカンセンスゴイカタイアイス

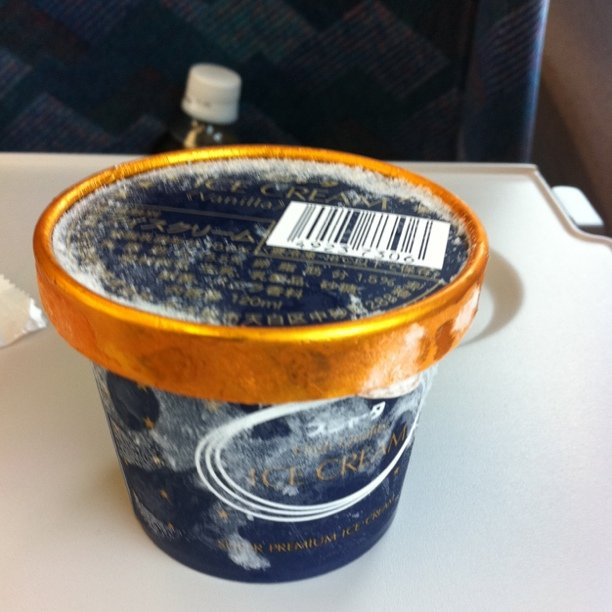
「シンカンセンスゴイカタイアイス」こと「スジャータ スーパープレミアムアイスクリーム」（2010年パッケージ）

シンカンセンスゴイカタイアイスは、かつて東海道新幹線の車内販売で売られ、現在でも東海道新幹線の駅ホームの自動販売機や売店などで購入できる非常に硬いアイスクリームの通称。また、現在では東北・上越・北陸新幹線や一部のJRの在来線特別急行列車の車内販売でも販売されている。当初はインターネット発の愛称として広まったが、その後公式に販売名称として用いられるようになった。

## 概要
当該商品はスジャータの製品。保管方法と品質の関係から車内販売のアイスクリームは一般的なものよりも低温かつ硬く、買ってすぐの状態では食べることが極めて困難であるため話題となった。商品の正式名称は「スジャータ スーパープレミアムアイスクリーム」だが、販売者のジェイアール東海パッセンジャーズも、遅くとも2021年（令和3年）の時点で商品パッケージ（セット販売用パッケージ）に「シンカンセンスゴイカタイアイス」の名称を使用している。
主にTwitterで2013年（平成25年）ごろから断続的にブームとなっている。

## 硬さと対策
車内販売ではアイスクリームの品質保持のために保冷剤としてドライアイスを使用しており、加えて空気含有量が低く乳脂肪分が高いことから、強固に冷え固まる。車内ではプラスチック製のスプーンが付属するが購入時の状態では刺さらないほど硬く、蓋さえ開かなくなることもある。
スジャータ側は食べられるようになるまで10分を目安に待つ必要があるとしている。なお、ドライアイスでなく業務用冷凍庫が使用できる駅売店などで購入した場合は食べやすい状態で購入できる。また、後述の通販等にて購入し自宅等で冷凍保存した場合も車内販売のドライアイス保冷ほど温度が下がらず、同様に食べやすい状態になる。
消費者は様々な対策を試してSNSに投稿しており、一例として「アイスクリームに棒を突き刺してそのままカップから抜き取り、棒アイスのように食べる」という方法も考案されている。ホットコーヒーを注ぐことでアフォガート風に喫食しようと試した者もいたが、その報告によればムペンバ効果によりコーヒーのほうが凍ってしまい、上手くいかなかったという。

### アイスクリーム用スプーン

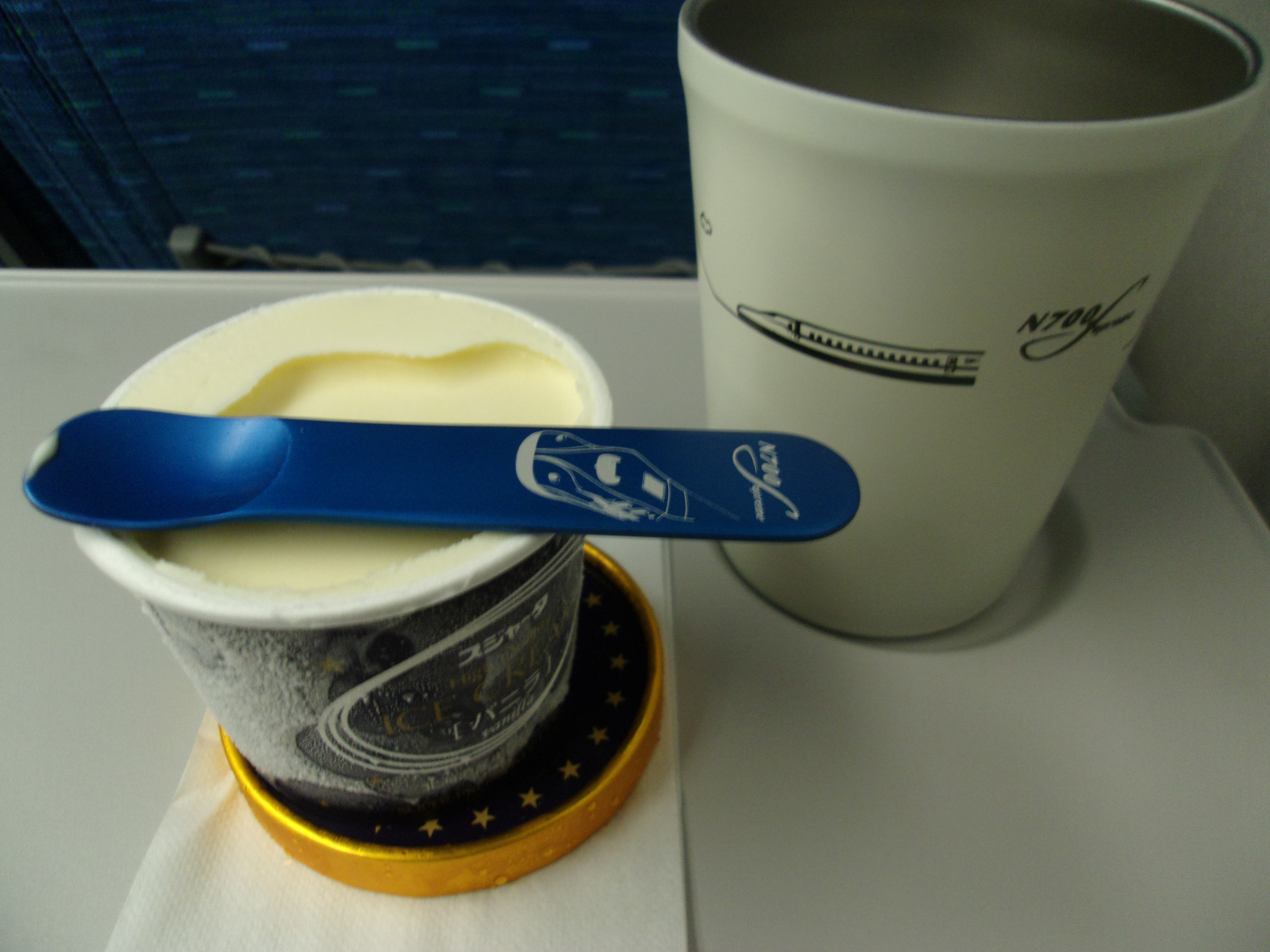
N700Sデザインのアイス用スプーン

熱伝導率が高いアルミニウム製の「N700Sアルミアイスクリームスプーン」が2020年12月26日に発売されている。
この種のスプーンを販売することは当時からジェイアール東海パッセンジャーズ（当時：ジェイダイナー東海フーズ）で検討されていたが、金属加工品の常として「洗ってから使うように」との注意書きが欠かせず、車内販売に適さないのが課題となってお蔵入りした。しかし2020年（令和2年）になってその条件に適う製品が発見され、商品化された。
最初の発売時には大きな話題を呼び、わずか3日で売り切れた。その後は当初予定に無かったシリーズ化が決定し、カラーを変更した新商品が複数展開されている。
なお、本商品の発売以降「アイスがとけるスプーン」は日本で売れ筋商品になっていった。JR西日本も同様の商品を発売しているが、こちらは「カモノハシのイコちゃん」グッズとして発売されている。

## 販売箇所とラインナップ
| 東京駅の東海道新幹線ホームにある自動販売機 |  | デリカステーション京都駅店のショーケース |
| 東京駅の東海道新幹線ホームにある自動販売機 |  | デリカステーション京都駅店のショーケース |

2022年7月15日には、JR東京駅の東海道新幹線プラットホームの2か所（14・15番線ホームの2号車付近と16・17番線ホームの6号車付近）に自動販売機が設置された。2022年現在、東海道・山陽新幹線、東北新幹線、山形新幹線、秋田新幹線、北陸新幹線、特急「あずさ」「ひたち」の列車内のほか、一部駅の売店、愛知県名古屋市のリニア・鉄道館でも販売されている。また、ジェイアール東海パッセンジャーズのネット通販サイト「JRCPオンラインショップ」では2022年1月より、公式に「シンカンセンスゴイカタイアイス」として販売されている。
2019年半ばからJR東日本管内の新幹線や特急列車では一時的に終売していたが、2022年12月1日までに販売を再開した。多くは2019年3月中に終売し、同年6月30日まで続けた北陸新幹線の「かがやき」および「はくたか」を最後に全線で終売していた。なお上越新幹線は販売再開後も、当製品に加え他のアイスクリームも販売している。新幹線車内のワゴン販売が終了した背景には、深刻な人手不足が原因であるとされ、JR東日本管内の新幹線車内におけるホットコーヒーやシンカンセンスゴイカタイアイスの終売と販売再開に見られるように、試行錯誤をしているとされている。
基幹商品として通年バニラと抹茶が販売されているほか、期間限定のフレーバーもある。また、かつては路線限定商品もあった。開始時期は不明だがJR東海の運営するリニア・鉄道館内の売店でも販売されている。また、かつては近鉄特急車内で同一の品物が販売されていたこともあった。
2023年10月以降、東海道新幹線ではワゴン販売が休止されたため、上述する自動販売機や売店で購入するかたちとなる。ただし、グリーン車に限り車内の「モバイルオーダー」で購入可能であり、パーサーが席まで届けてくれる形となる。

## インターネットスラングとして
2013年ごろからX（旧Twitter）で使用が見られ、付属のスプーンをアイスに突き刺した画像を共に投稿することが流行していた。アメリカの小説『ニンジャスレイヤー』に登場する建造物「マルノウチ・スゴイタカイビル」に由来する。
なお日本語の文法上では「スゴイカタイ（凄い硬い）」ではなく「スゴクカタイ（凄く硬い）」とすべきだが、Twitterではどちらの表記も見られる。
ボカロPのシャノンは楽曲「シンカンセンスゴイカタイアイス」を公開しており、ミュージックビデオは東海道新幹線60周年を記念したファンメイドムービーとなっている。

## コラボレーション
スマートEXの1周年を記念して2018年に行われたくじキャンペーン（座席番号がくじ番号となる）にて、D席の景品として車内販売のアイスと井村屋のあずきバー1年分（計365個）が設定された。担当者は硬さ比べを提案している。

## その他の呼称
- シンカンセンスゴクカタイアイス
- ｼﾝｶﾝｾﾝｽｺﾞｸｶﾀｲｱｲｽ
- シンカンセンスゴイカタイアイス
- ｼﾝｶﾝｾﾝｽｺﾞｲｶﾀｲｱｲｽ